# Конвенто Векио (Сијена)
Конвенто Векио је насеље у Италији у округу Сијена, региону Тоскана.
Према процени из 2011. у насељу је живело 16 становника. Насеље се налази на надморској висини од 305 м.